# Leptochiton saitoi
Leptochiton saitoi är en blötdjursart som beskrevs av Boris I. Sirenko 200. Leptochiton saitoi ingår i släktet Leptochiton och familjen Leptochitonidae. Inga underarter finns listade i Catalogue of Life.